# La peor de mis bodas 3
La peor de mis bodas 3 es una película de comedia peruana de 2023 dirigida por Adolfo Aguilar y escrita por Ítalo Carrera y Sandro Ventura. Es la tercera parte de La peor de mis bodas (2016) y La peor de mis bodas 2 (2019). Está protagonizada una vez más por Maricarmen Marín y Gabriel Soto acompañados por Laura Zapata, Ismael La Rosa, Milett Figueroa, Thiago Vernal, Carlos Casella, Francisco Cabrera, Canela China y Fernando Bákovic. Se estrenó el 27 de agosto de 2023 en los cines peruanos.

## Sinopsis
Salvador y Maricielo acaban de mudarse, todo parece ir muy bien. Aunque, la llegada de Leonor, la madre de Salvador, volverá a poner las cosas patas arriba, ya que trae a Bruno Díaz Conde, su novio casi 20 años menor que ella. Esto sacará a la luz diversos problemas que pondrán en aprietos a la pareja, como el deseo de Maricielo de ser madre. Mientras ella intenta organizar la boda de su suegra, Salvador intenta boicotearla con la ayuda de Juancito y Fernando. Dos bandos enfrentados que pronto se enfrentarán a grandes decisiones.

## Reparto
Los actores que participaron en esta película son:
- Maricarmen Marín como Maricielo.
- Gabriel Soto como Salvador.
- Laura Zapata como Doña Leonor.
- Ismael La Rosa como Bruno Díaz Conde.
- Milett Figueroa como Catalina.
- Carlos Casella como Juancito.
- Thiago Vernal como Ignacio.
- Carlos Palma como Fernando.
- Francisco Cabrera como Rolando.
- Canela China como Tania.
- Fernando Bákovic como Don Emiliano.

## Producción
A finales de agosto de 2021, Adolfo Aguilar anunció la producción de una tercera parte de la franquicia La peor de mis bodas.

### Filmación
Se planeó que la fotografía principal comenzara a filmarse en marzo de 2022, pero se retrasó debido al embarazo de Maricamen Marín. Al final, el rodaje comenzó el 13 de enero de 2023 en Lima, Callao, La Punta entre más locaciones en Perú.